# Lauri Paloheimo

Lauri Paloheimo vid hans promotion.

Lauri Ilmari Paloheimo (till 1906 Brander), född 14 november 1899 i Viborg, död 21 februari 1976 i Helsingfors, var en finländsk agronom. 
Paloheimo, som var son till industrirådet, ingenjör Frans Alfred Paloheimo (Brander) och Elisabeth Johansson, blev student 1918, filosofie kandidat 1924, agronomie- och forstlicentiat 1927 och agronomie- och forstdoktor 1934. Han studerade 1928 vid fysiologiska institutionen i Halle an der Saale. Han var assistent vid Lantbruksförsöksanstalten 1923–1924, vid Helsingfors universitets institution för husdjurslära 1924–1943, docent i husdjurslära 1931, i allmän näringslära 1936 och professor i husdjurslära 1944–1967. 
Paloheimo var utfodringsspecialist i Centrallaget Hankkija och avdelningssekreterare vid folkförsörjningsministeriet 1939–1940. Han var ordförande i styrelsen för Viks försöksgård. Han skrev engelsk- och tyskspråkiga publikationer från utfodringslärans, fysiologins och växtkemins område.